# Вулиця Михайла Кравця (Мелітополь)
Вулиця Михайла Кравця — вулиця в Мелітополі. Йде від вулиці Олександра Тишлера до вулиці Чкалова.

## Назва
Вулиця названа на честь Михайла Кравця (1923—1975), уродженця Запорізької області, старшини Радянської Армії, учасника Другої світової війни, Героя Радянського Союзу.

## Історія
Рішення про прорізку вулиці ухвалено 19 березня 1954 року. 9 квітня 1954 року прийнято рішення про найменування прорізаної вулиці Ленінградською.
В 2016 році в ході декомунізації вулиця перейменована на вулицю Михайла Кравця.
7 квітня 2023 року, під час Російського вторгнення в Україну, російська окупаційна влада Мелітополя видала наказ про повернення вулиці назви Ленінградська. При цьому назва «вулиця Михайла Кравця» була передана Ногайській вулиці.